# Sean Sasser
Sean Sasser (25 de octubre de 1968 - 7 de agosto de 2013) fue un educador afroestadounidense y personalidad de reality televisivo más conocida por sus apariciones en The Real World San Francisco de MTV.
Sasser había estado viviendo en San Francisco por un par de años en la década de 1990, así que cuando Pedro Zamora se trasladó al desván de The Real World San Francisco, él y Sasser comenzaron a salir. Zamora pidió a los productores del programa que den permiso para salir sin cámaras, por lo que él y Sasser pudieron conocerse en un entorno más natural. Los productores les permitieron esto, y los dos jóvenes se enamoraron. Sasser le propuso matrimonio a Zamora, y los dos intercambiaron votos en una ceremonia de compromiso en el desván.
Sasser murió de una enfermedad relacionada con el cáncer (mesotelioma) el 7 de agosto de 2013 a los 44 años.